# Namwali Serpell
Carla Namwali Serpell, née en 1980 à Lusaka en Zambie, est une femme de lettres zambienne qui enseigne aux États-Unis. Sa nouvelle The Sack a remporté en 2015 le prix Caine de la meilleure fiction africaine en anglais.

## Carrière
Namwali Serpell est née à Lusaka, où une partie de sa famille vit toujours. Son père est professeur de psychologie à l'université de Zambie, et sa mère économiste. Elle déménage à Baltimore, à l'âge de neuf ans. 
Serpell grandit aux États-Unis et effectue des études de littérature à Harvard et Yale. Elle vit depuis 2008 en Californie, où elle est professeur agrégé d'anglais à l'université de Californie, à Berkeley. Elle revient à Lusaka chaque année.
Son histoire Muzungu est nommée en 2010 pour le prix Caine, un prix annuel pour les nouvelles africaines en anglais. En 2011, elle a reçu le Rona Jaffe Foundation Writers' Award, un prix pour les femmes écrivains débutantes.
En 2014, elle est sélectionnée dans Africa39 : 39 auteurs, ayant moins de 40 ans, originaire d'Afrique subsaharienne et de sa diaspora, considérés par un jury littéraire comme particulièrement prometteurs,. 
The Sack remporte le prix Caine en 2015. En expliquant que « la fiction n'est pas un sport de compétition », elle décide de partager les 15 000 $ de prix avec les autres écrivains en lice, Masande Ntshanga, FT Kola, Elnathan John et Segun Afolabi. Serpell a été le premier Caine vainqueur de la Zambie. Le « sac » qui donne son titre à la nouvelle dérive selon Serpell d'un rêve terrifiant qu'elle a fait à dix-sept ans, « et je ne sais pas si j'ai été à l'intérieur ou à l'extérieur ». Il a aussi des implications politiques: « je faisais des études de littératures américaines et britanniques, et un étudiant en fiction africaine contemporaine avait pour théorie que chaque fois que vous avez vu un sac dans la littérature africaine, il cache une référence à la traite transatlantique des esclaves. » .
En 2020, c'est la consécration. Portée par son roman The Old Drift, Namwali Serpell est lauréate du Grands Prix des associations littéraires, catégorie Belles-Lettres, pour le compte de l'édition 2019.

## Œuvres

### Romans
- (en) The Old Drift, 2019Prix Arthur-C.-Clarke 2020
- (en) The Furrows, 2022

### Nouvelles
- (en) Muzungu, 2010
- (en) The Sack, 2014
- (en) Double Men, 2016

### Essais
- (en) The Ethics of Uncertainty: Reading Twentieth-century American Literature, Université Harvard, 2008  (ISBN 9780549617112)
- (en) Seven Modes of Uncertainty, Université Harvard, 2014  (ISBN 978-0-674-72909-4)

### Œuvres traduites en français
- Mustiks. Une Odyssée en Zambie (2022) (The Old Drift)